# 陈家屯站
陈家屯站是一个沈山线上的铁路车站，位于辽宁省葫芦岛市东青堡乡，建于1899年，目前为四等站，邮政编码为121506。目前客运：办理旅客乘降；行李、包裹托运；货运：办理整车货物发到。